# Wybory parlamentarne w Finlandii w 2019 roku
Wybory parlamentarne w Finlandii (fiń. Eduskuntavaalit 2019, szw. Riksdagsvalet i Finland 2019) odbyły się 14 kwietnia 2019.

## Podłoże
Po wyborach z 2015 roku rząd został utworzony przez trójpartyjną koalicję centroprawicową, złożoną z Partii Centrum, Partii Finów i Partii Koalicji Narodowej. 28 maja 2015 roku parlament udzielił wotum zaufania premierowi Juha Sipilä stosunkiem głosów 128 do 62.

### Kryzys rządowy w 2017 roku
10 czerwca 2017 "Partia Finów" wybrała Jussi Halla-aho na nowego lidera partii, po tym jak długoletni przywódca Timo Soini postanowił ustąpić. Po rozmowach między trzema przywódcami koalicyjnymi Sipilä i minister finansów Petteri Orpo ogłosili, że nie będą już współpracować w koalicyjnym rządzie z Partią Finów. Upadek rządu został zażegnany 13 czerwca, kiedy dwudziestu deputowanych odeszło z grupy parlamentarnej Partii Finów, tworząc zręby partii "Błękitna Przyszłość". Jedna posłanka (Kike Elomaa) powróciła później do Partii Finów, a poseł (Kaj Turunen) przeszedł do "Partii Koalicji Narodowej". 30 czerwca do Partii Koalicji Narodowej przeszła niezależna posłanka Veera Ruoho (opuściła Partię Finów po wyborze Halla-aho na lidera). Rząd Sipilä zachował większość w parlamencie, ponieważ Błękitna Przyszłość została nowym członkiem koalicji po przejściu Partii Finów do opozycji.
8 marca 2019 premier Sipilä wobec niemożności przeprowadzenia reformy służby zdrowia podał się do dymisji. Jednak tego samego dnia prezydent Sauli Niinistö mianował go szefem rządu tymczasowego. Kilku fińskich analityków politycznych (m.in. Thomas Karv, Teivo Teivainen) zinterpretował jego rezygnację jako ruch strategiczny. W ten sposób Partia Centrum może się odrodzić w sondażach.

## Kampania
Po skandalu związanym z wykorzystywaniem seksualnym dzieci w Oulu przez imigrantów poparcie dla antyimigracyjnej "Partii Finów" wzrosło z około 8,5% do 9% pod koniec 2018 roku. Osiągając ostatecznie ~17,5% w wyborach parlamentarnych.
Socjaldemokraci zaproponowali podniesienie podatków w celu sfinansowania hojnego systemu opieki społecznej. Wśród poruszanych tematów znalazły się edukacja, sprawiedliwe życie zawodowe, zmniejszanie nierówności, walka ze zmianami klimatu
Liga Zielonych w trakcie kampanii skupiła się na zagadnieniach dotyczących klimatu, edukacji, eliminacji ubóstwa.
Główne tematy na których skupił się Ruch Teraz dotyczyły gospodarki rynkowej, zmiany klimatu, indywidualnego uznania, demokracji elektronicznej i miłości do UE.
Ruch Siedmiu Gwiazd prowadził swoją kampanię pod hasłem "Zdrowa Finlandia" (fiń. "Terve Suomi"). Poruszone zagadnienia dotyczyły zachowania niezależność i bezstronność Finlandii, kontrolowanej polityki imigracyjnej i eliminacja ubóstwa.
Kampania wyborcza przyniosła „niezwykły poziom agresji”, biorąc pod uwagę, że „ataki na polityków są rzadkie w Finlandii”. Pod koniec marca pewien mężczyzna uderzył w klatkę piersiową kandydata "Sojusz Lewicy" Saida Ahmeda, nazywając go niewiernym i pedofilem dzień po tym, jak człowiek noszący logo skrajnie prawicowej grupy antyimigranckiej Żołnierze Odyna (SoO) próbował zaatakować ministra spraw zagranicznych Timo Soini z partii "Błękitna Przyszłość" (fiń. Sininen tulevaisuus).

## Kalendarz wyborczy
Harmonogram wyborów parlamentarnych w 2019 roku: 
| Wydarzenie | Data       |
| --- | ---------- |
| Zwiększenie liczby miejsc w okręgach wyborczych                                                                     | 31.10.2018 |
| Data wpisu do rejestru wyborców (w której gminie i jakim okręgu wyborczym dana osoba jest uprawniona do głosowania) | 22.2.2019  |
| Rejestracja komitetów wyborczych                                                                                    | 5.3.2019   |
| Losowanie numerów komitetów wyborczych                                                                              | 14.3.2019  |
| Głosowanie wstępne w Finlandii                                                                                      | 3–9.4.2019 |
| Głosowanie wstępne za granicą                                                                                       | 3–6.4.2019 |
| Dzień wyborów | 14.4.2019  |
| Potwierdzenie wyników wyborów                                                                                       | 17.4.2019  |
| Nowy parlament rozpoczyna pracę                                                                                     | 23.4.2019  |

## System wyborczy
200 członków Eduskunta wybieranych jest przy użyciu ordynacji proporcjonalnej w 13 okręgach wielomandatowych. Mandaty przydzielone są zgodnie z metodą D'Hondta. Liczba wybranych przedstawicieli jest proporcjonalna do liczby ludności w okręgu na sześć miesięcy przed wyborami. Wyspy Alandzkie mają jednomandatowy okręg wyborczy i własny system partyjny. W porównaniu do poprzednich wyborów z 2015 roku, jeden mandat został przeniesiony z Sawonii-Karelii do Uusimaa.
| Okręg wyborczy                    | Mandaty | File:Suomen vaalipiirit 2013.png |
| --------------------------------- | ------- | -------------------------------- |
| 1. Helsinki                       | 22      | File:Suomen vaalipiirit 2013.png |
| 2. Uusimaa                        | 36      | File:Suomen vaalipiirit 2013.png |
| 3. Finlandia Właściwa             | 17      | File:Suomen vaalipiirit 2013.png |
| 4. Satakunta                      | 8       | File:Suomen vaalipiirit 2013.png |
| 5. Wyspy Alandzkie                | 1       | File:Suomen vaalipiirit 2013.png |
| 6. Tavastia                       | 14      | File:Suomen vaalipiirit 2013.png |
| 7. Pirkanmaa                      | 19      | File:Suomen vaalipiirit 2013.png |
| 8. Finlandia Południowo-Wschodnia | 17      | File:Suomen vaalipiirit 2013.png |
| 9. Sawonia- Karelia               | 15      | File:Suomen vaalipiirit 2013.png |
| 10. Vaasa                         | 16      | File:Suomen vaalipiirit 2013.png |
| 11. Finlandia Środkowa            | 10      | File:Suomen vaalipiirit 2013.png |
| 12. Oulu                          | 18      | File:Suomen vaalipiirit 2013.png |
| 13. Laponia                       | 7       | File:Suomen vaalipiirit 2013.png |

## Wyniki wyborów
|                                               |                                                        |           |       |         |     |
| Partia                                        | Partia                                                 | Głosy     | %     | Mandaty | +/– |
|                                               | Socjaldemokratyczna Partia Finlandii                   | 546 471   | 17,73 | 40      | 6   |
|                                               | Prawdziwi Finowie                                      | 538 805   | 17,48 | 39      | 1   |
|                                               | Partia Koalicji Narodowej                              | 523,957   | 17,00 | 38      | 1   |
|                                               | Partia Centrum                                         | 423 920   | 13,76 | 31      | 18  |
|                                               | Liga Zielonych                                         | 354,194   | 11,49 | 20      | 5   |
|                                               | Sojusz Lewicy                                          | 251 808   | 8,17  | 16      | 4   |
|                                               | Szwedzka Partia Ludowa                                 | 139 640   | 4,53  | 9       | ±0  |
|                                               | Chrześcijańscy Demokraci                               | 120 144   | 3,90  | 5       | ±0  |
|                                               | Ruch Teraz                                             | 69 427    | 2,25  | 1       | N   |
|                                               | Błękitna Przyszłość                                    | 29 943    | 0,97  | 0       | N   |
|                                               | Partia Piratów                                         | 19 032    | 0,62  | 0       | ±0  |
|                                               | Koalicja Åland                                         | 11 640    | 0,38  | 1       | ±0  |
|                                               | Ruch Siedmiu Gwiazd                                    | 11 366    | 0,37  | 0       | N   |
|                                               | Partia Obywatelska                                     | 7 645     | 0,25  | 0       | N   |
|                                               | Partia Feministyczna                                   | 6 662     | 0,22  | 0       | N   |
|                                               | Partia Liberalna - Wolność Wyboru                      | 5 014     | 0,16  | 0       | N   |
|                                               | Komunistyczna Partia Finlandii                         | 4 305     | 0,14  | 0       | ±0  |
|                                               | Fińska Partia Sprawiedliwości Zwierząt                 | 3 378     | 0,11  | 0       | N   |
|                                               | Partia Niepodległości                                  | 2 444     | 0,08  | 0       | ±0  |
|                                               | Najpierw Finowie                                       | 2 366     | 0,08  | 0       | N   |
|                                               | Komunistyczna Partia Robotnicza - Za Pokój i Socjalizm | 1 240     | 0,04  | 0       | ±0  |
|                                               | Alternatywa dla Wysp Alandzkich, wspólna lista         | 358       | 0,01  | 0       | ±0  |
|                                               | Niezależni                                             | 8 157     | 0,26  | 0       | –   |
| Razem                                         | Razem                                                  | 3 081 916 | 100   | 200     | 0   |
|                                               |                                                        |           |       |         |     |
| Ważne głosy                                   | Ważne głosy                                            | 3 081 916 | 99,42 |         |     |
| Nieważne/puste głosy                          | Nieważne/puste głosy                                   | 17 844    | 0,58  |         |     |
| Łączna liczba oddanych głosów                 | Łączna liczba oddanych głosów                          | 3 099 760 | 100   |         |     |
| Zarejestrowani wyborcy/frekwencja             | Zarejestrowani wyborcy/frekwencja                      | 4 510 040 | 68,73 |         |     |
| Źródło: Ministerstwo Sprawiedliwości - wyniki |                                                        |           |       |         |     |

## Ciekawostki
- W wyniku wyborów parlamentarnych mandaty uzyskały 92 kobiety, najwięcej w historii Eduskunty. Poprzedni rekord został ustanowiony w 2011 roku, kiedy to wybranych zostało 85 posłanek[21].

- Po raz pierwszy w historii wyborów parlamentarnych żadna z partii w głosowaniu nie uzyskała poparcia powyżej 20%[22].

- Harry Harkimo, były poseł "Partii Koalicji Narodowej, który założył Ruch Teraz dwanaście miesięcy wcześniej, został ponownie wybrany w swoim okręgu wyborczym, dając w ten sposób swojemu ruchowi pierwszego wybranego posła[23]

- Zgodnie z obowiązującym prawem z rejestru partii prowadzonego przez Ministerstwo Sprawiedliwości usunięte zostały: Komunistyczna Partia Finlandii i Komunistyczna Partia Robotnicza - Za Pokój i Socjalizm. Żadna z tych partii nie wprowadziła dwa razy z rzędu w 2015 i 2019 swoich przedstawicieli do parlamentu, ani nie otrzymała co najmniej 2% całkowitej liczby głosów oddanych w skali kraju[24].

## Reakcje powyborcze
Z powodu najgorszego wyniku wyborczego od 1917 roku Juha Sipilä ogłosił, że będzie przewodniczył Partii Centrum tylko do czasu następnego zjazdu we wrześniu 2019 roku. 

## Formowanie rządu
11 kwietnia w trakcie telewizyjnej debaty wyborczej Socjaldemokraci, Partia Koalicji Narodowej, Liga Zielonych, Sojusz Lewicy i Szwedzka Partia Ludowa oświadczyli, że odmówią przystąpienia do koalicji rządzącej z partią Prawdziwych Finów. Pomimo stanowiska pięciu partii, przewodniczący Partii Finów Jussi Halla-aho powiedział, że wszystkie partie powinny wykazać się odpowiedzialnością podczas tworzenia koalicji. Oznajmił, że najbardziej odpowiedzialnym sposobem utworzenia koalicji jest włączenie Partii Finów.. 
Dwa tygodnie później przewodniczący SDP Antti Rinne, lider rozmów na temat utworzenia nowego rządu, wysłał kwestionariusz do każdej z pozostałych stron, aby ocenić ich stanowiska w różnych kwestiach, takich jak dochód podstawowy, negocjacje zbiorowe, zmiany klimatu i reforma służby zdrowia.
8 maja na podstawie odpowiedzi i wstępnych rozmów ze wszystkimi partiami Rinne ogłosił, że będzie negocjował utworzenie rządu z Partią Centrum, Ligą Zielonych, Sojuszem Lewicy i Szwedzką Partią Ludową. Negocjacje zakończyły się sukcesem, a nowy rząd rozpoczął funkcjonowanie 6 czerwca (wotum zaufania).